# Malibu Rescue
Malibu Rescue (auch Malibu Rescue – Die Serie) ist eine US-amerikanische Comedyserie, die auf der Idee von Savage Steve Holland und Scott McAboy basiert. Die Serie begann mit einem gleichnamigen anderthalbstündigen Film, der am 13. Mai 2019 beim Streaming-Dienst Netflix erschien. Die erste Staffel umfasst 8 halbstündige Folgen und wurde am 3. Juni 2019 veröffentlicht. Hauptdarsteller sind Ricardo Hurtado, Jackie R. Jacobson, Abby Donnelly, Alkoya Brunson und Breanna Yde.
Netflix hat einen zweiten Film mit dem Titel Malibu Rescue: The Next Wave bestellt, dieser wurde am 4. August 2020 mit dem deutschen Titel Malibu Rescue: Die nächste Welle veröffentlicht.
Malibu Rescue erreichte den 8. Platz der meistgesehenen Familienserien im Jahr 2019 auf Netflix in Deutschland. Sie wird teilweise als eine Familienvariante der Serie Baywatch – Die Rettungsschwimmer von Malibu aus den 1990er-Jahren gesehen.

## Handlung
Die Junior Rescue ist ein Programm, bei dem jugendliche Rettungsschwimmer am berühmten Strand von Malibu in Los Angeles sind. Auf Drängen des Bürgermeisters werden erstmals auch Teilnehmer von außerhalb der Stadt, nämlich aus dem „Valley“ aufgenommen.
Das neue Team der „Flundern“ umfasst neben der Leiterin Dylan noch Tyler, Lizzie, Gina und Eric. Der Leiter des Programms, Garvin, versucht zusammen mit dem Rettungsschwimmer Brody, dem Leiter des Turms 1, die Neuen aus dem Programm zu drängen.

## Figuren

### Das Team der „Flundern“
- Tyler Gossard wurde zunächst von seinem Stiefvater als Strafe zur Malibu Rescue geschickt. Er merkt aber, dass ihm die Arbeit gefällt und unterstützt fortan sein Team
- Dylan ist die Leiterin des Teams vom Turm 2 und das erste Mädchen in dieser Position. Sie hat anfangs wenig Selbstvertrauen, wächst aber in ihre neue Rolle hinein.
- Gina ist ein toughes Mädchen, das bereits in einem Schwimmteam ist.
- Lizzie McGrath ist Expertin für erste Hilfe. Ihre Mutter ist Ärztin und versucht, sie von allen Gefahren fernzuhalten.
- Eric Mitchell hat ein enges Verhältnis zu seiner Familie. Er beginnt eine Beziehung mit Lizzie.

### Nebenfiguren
- Garvin Cross ist Leiter des Programms und möchte die Teilnehmer aus dem „Valley“ lieber loswerden
- Brody sieht sich als besten Rettungsschwimmer und ist Leiter des Turms 1.
- Logan arbeitet eng mit Brody zusammen. Später freundet sie sich auch mit Dylan an.
- Vooch ist Busfahrer, der die Jugendlichen nach Malibu bringt
- Spencer ist Brodys Freund und Leiter vom Turm 3
- Mr. Rathbone ist Hausmeister an Tylers Schule
- Dylans Mutter arbeitet als Kellnerin

## Besetzung und Synchronisation
Die Synchronisation des Films übernahm die Berliner Synchron GmbH. Das Dialogbuch schrieb Holger Wittekindt, der auch für die Dialogregie verantwortlich war.
| Rolle          | Schauspieler       | Hauptrolle | Nebenrolle            | Deutscher Sprecher        |
| -------------- | ------------------ | ---------- | --------------------- | ------------------------- |
| Tyler Gossard  | Ricardo Hurtado    | 1.01–      |                       | Maximilian Artajo         |
| Dylan          | Jackie R. Jacobson | 1.01–      |                       | Maria Hönig               |
| Gina           | Breanna Yde        | 1.01–      |                       | Emily Gilbert             |
| Lizzie McGrath | Abby Donnelly      | 1.01–      |                       | Shirin Westenfelder       |
| Eric Mitchell  | Alkoya Brunson     | 1.01–      |                       | Marco Eßer                |
| Garvin Cross   | Ian Ziering        |            | 1.01–1.02, 1.04, 1.07 | Jaron Löwenberg           |
| Brody          | TJ Neal            |            | 1.01, 1.06, 1.08      | Constantin von Jascheroff |
| Logan          | Bryana Salaz       |            | 1.01, 1.03–1.07       | Lisa May-Mitsching        |
| Vooch          | Jeremy Howard      |            | 1.01–1.02, 1.05–1.07  | Rainer Fritzsche          |
| Spencer        | Camaran Engels     |            | 1.05–                 | Sebastian Fitzner         |